# Polioptila albiloris
La perlita cejiblanca  o perlita de cejas blancas (Polioptila albiloris), también denominada perlita cabecinegra (en Costa Rica y Nicaragua), monjita loriblanco (en Honduras) o perlita pispirria (en México), es una especie de ave paseriforme de la familia Polioptilidae, perteneciente al género Polioptila; la perlita de Yucatán (Polioptila albiventris) fue separada de la presente en 2019. Es nativa del suroeste de México y oeste de Centroamérica

## Distribución y hábitat
Se distribuye por la pendiente del Pacífico desde el centro oeste de México (desde Michoacán), por Guatemala, El Salvador, Honduras, Nicaragua hasta el noroeste de Costa Rica.
Sus hábitats naturales son los matorrales áridos a semiáridos, los bosques de espinas, los bosques caducifolios tropicales y los crecimientos secundarios, siempre en los bordes, pero no dentro de bosques con conglomerados de árboles altos; mayormente por debajo de los 1000 m de altitud.

## Descripción

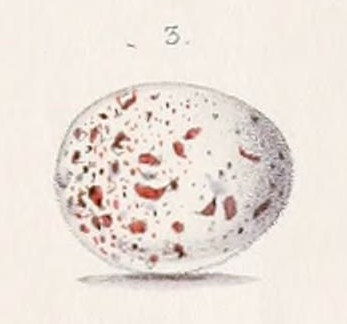
Huevo de Polioptila albiloris, ilustración en The Ibis, 1861.

En promedio mide 11 cm de longitud y pesa 7 g. El macho tiene el píleo, el área loreal y los ojos negros lustrosos; durante la época de cría, se tornan blancas el área loreal y una línea delgada por encima del ojo; el resto de la región superior es gris azulado, las remeras son negras, el borde de las terciales blanco, las timoneras centrales negras y las externas blancas; las partes inferiores son blancas, con un tinte gris azulado pálido a través del pecho. La hembra tiene el píleo y el área loreal de color gris ligeramente más oscuro que el de la espalda. El pico es negro, excepto la base de la mandíbula que es gris azulado. Las patas son plomizas.

## Alimentación
Se alimenta insectos y arañas.

## Reproducción
Construye un nido en forma de taza a una altura del suelo de uno a tres metros. La hembra pone dos o tres huevos blancos con puntos rojizos.

## Sistemática

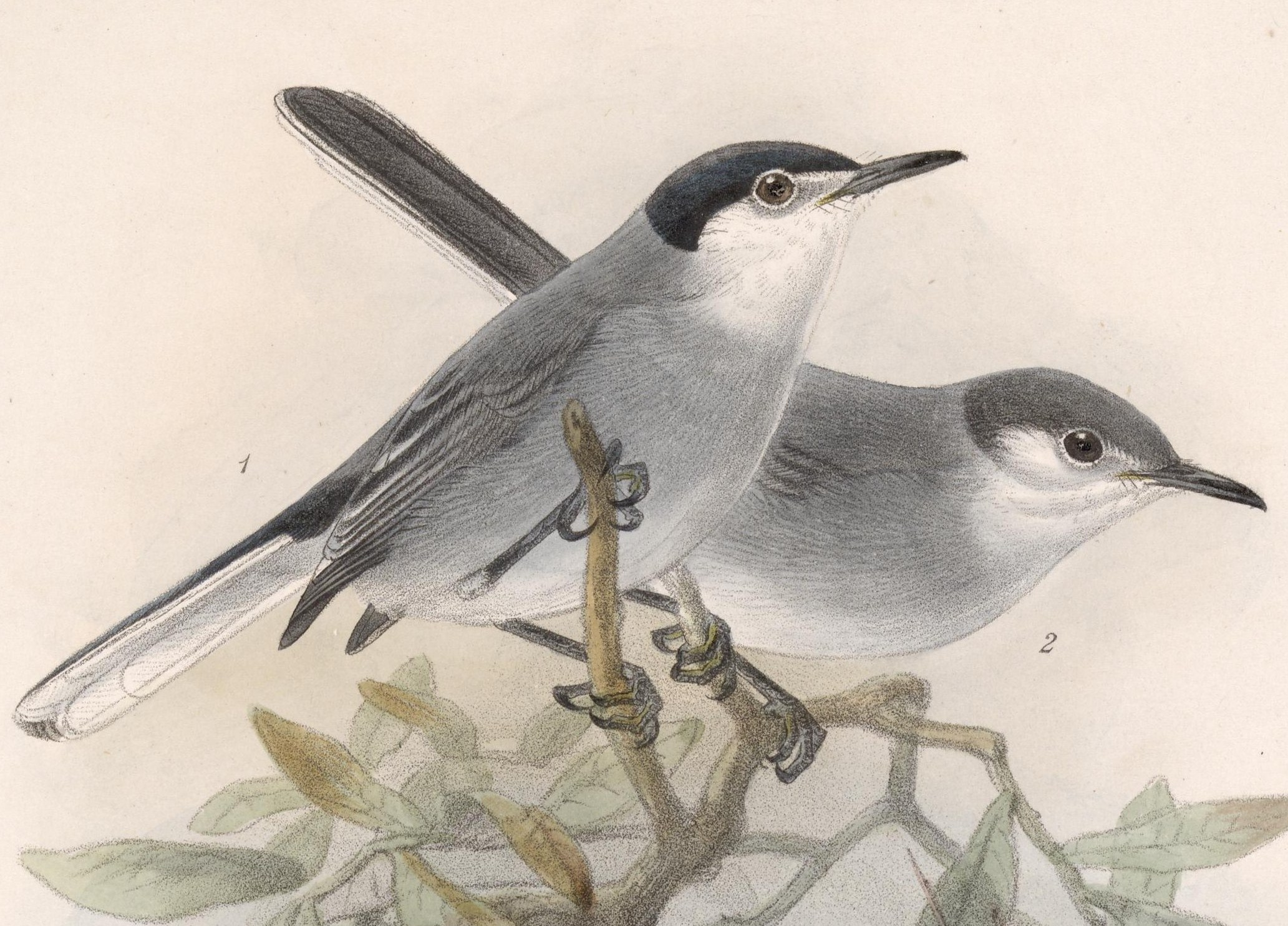
Polioptila albiloris, macho (adelante) y hembra (atrás), ilustración de Keulemans en Biologia Centrali-Americana, 1902.

### Descripción original
La especie P. albiloris fue descrita por primera vez por los zoólogos británicos Philip Lutley Sclater y Osbert Salvin en 1860 bajo el mismo nombre científico; su localidad tipo es: «valle de Motagua, Zacapa, Guatemala».

### Etimología
El nombre genérico femenino «Polioptila» es una combinación de las palabras del griego «polios» que significa ‘gris’, y «ptilon» que significa ‘plumaje’; y el nombre de la especie «albiloris» se compone de las palabras del latín  «albus» que significa ‘blanco’, y «lorum, loris» que significa ‘loro’, ‘mejilla’.

### Taxonomía
La especie Polioptila albiventris por mucho tiempo fue tratada como una subespecie de la presente hasta el año 2019, en que fue separada como especie plena con base en los estudios filogenéticos de Smith et al. (2018), que comprobaron que era hermana del grupo de subespecies P. plumbea bilineata. La separación fue reconocida en la Propuesta 2019-C-7 al Comité de Clasificación de Norte y Mesoamérica (N&MACC).

### Subespecies
Según las clasificaciones del Congreso Ornitológico Internacional (IOC) y Clements Checklist/eBird v.2019 se reconocen dos subespecies, con su correspondiente distribución geográfica:
- Polioptila albiloris vanrossemi Brodkorb, 1944 – árido oeste y sur de México (Michoacán y Guerrero al sur de Chiapas).
- Polioptila albiloris albiloris P.L. Sclater & Salvin, 1860 – del interior de Guatemala al noroeste de Costa Rica.